# アブドゥラー・オマル
アブドゥラー・オマル（アラビア語: عبد الله عمر、Abdullah Omar、1987年1月1日 - ）は、バーレーンの元サッカー選手。
チャド出身で現在はバーレーンに帰化している。